# Údolnice (Vranov)
Údolnice je malá vesnice, část obce Vranov v okrese Benešov. Nachází se 1 km na východ od Vranova. V roce 2009 zde bylo evidováno 9 adres. Údolnice leží v katastrálním území Vranov u Čerčan o výměře 6,12 km².

## Historie
První písemná zmínka o vesnici pochází z roku 1422.

## Další fotografie

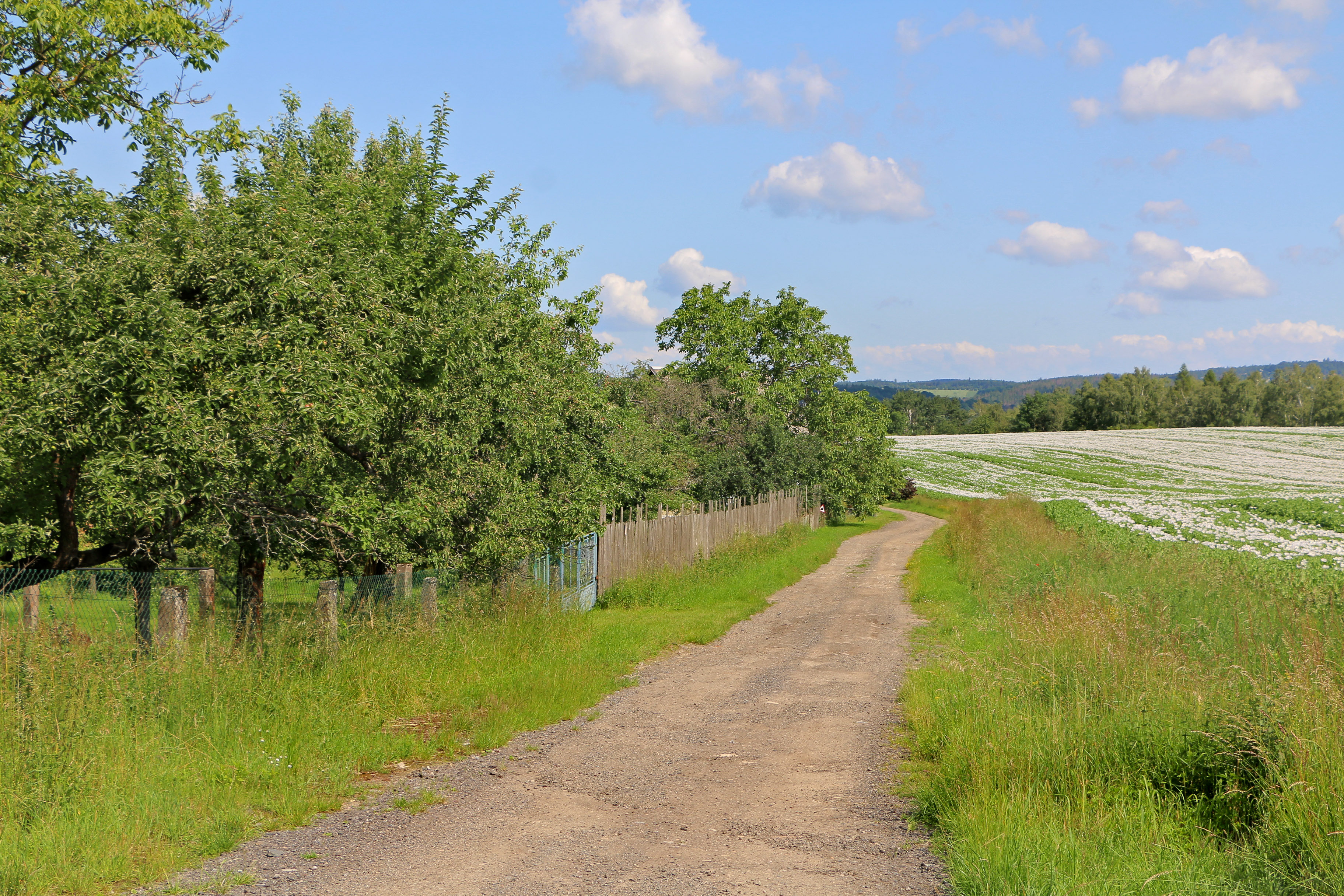
Cesta v údolnici
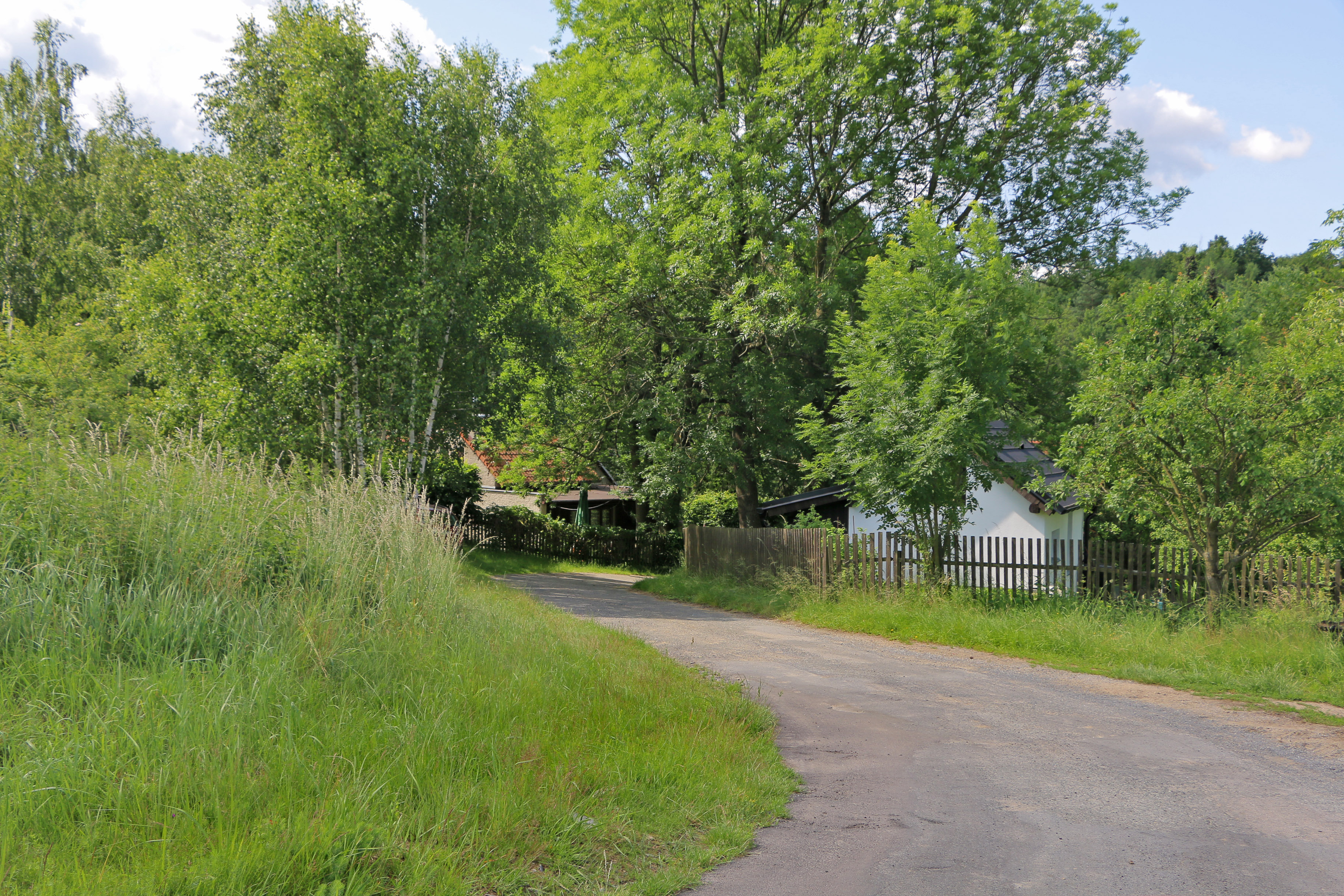
Severní část vesnice